# 하이퍼 네오지오 64
하이퍼 네오지오 64(Hyper Neo Geo 64)는 SNK가 제작한 아케이드 기판이다. 네오지오 MVS의 후속 기기로 1997년 9월 출시됐다. 1999년에 지원이 중지됐다.

## 출시 게임
- 《아랑전설: 와일드 앰비션》
- 《사무라이 쇼다운 64》
- 《사무라이 쇼다운 64: 워리어즈 레이지》
- 《비스트 버스터즈: 세컨드 나이트메어》
- 《부리키 원》
- 《로즈 에지》
- 《엑스트림 랠리》